# Passo di danza
Passo di danza (originale inglese Antic Hay) è un romanzo umoristico di Aldous Huxley, pubblicato nel 1923. La narrazione è ambientata a Londra e descrive l'insensata ed egocentrica élite culturale nel turbolento periodo che seguì la fine della prima guerra mondiale.
L'opera segue le vite di un variegato insieme di personaggi in ambienti bohemien, artistici e intellettuali, mostrando la capacità di Huxley di adattare i dibattiti intellettuali alla narrativa; è stata definita un «romanzo di idee» piuttosto che di persone.